# Brett Climo
Pour les articles homonymes, voir Climo.
Brett Climo est un acteur australien né le 26 septembre 1964 à Sydney. Il est connu pour son rôle d'Omar dans la série Son Altesse Alex (The Elephant Princess).

## Filmographie
- 2008-2011 ' Son Altesse Alex : Omar
- 2013 : A Place to Call Home : George Bligh